# Шантави рисунки: Бягството на заека
„Шантави рисунки: Бягството на заека“ (на английски: Looney Tunes: Rabbits Run) е американски анимационен филм от 2015 година, базиран на „Шоуто на Шантавите рисунки“., продуциран от Warner Bros. Animation. Това е първият нов филм за „Шантави рисунки“ директно на видео, от почти 9 години насам след „Шантава Коледа“ (2006). Режисьор е Джеф Сиргей, който е аниматор на „Космически забивки“ (филмът, в който Лола Бъни прави първата си поява) и „Шантави рисунки: Отново в действие“ (2003). Той също е режисьор на „Шоуто на Шантавите рисунки“. Пуснат е на DVD от 4 август 2015 г. на Warner Home Video, но е пуснат по-рано от 7 юли 2015 г. на Vudu и Walmart.

## Сюжет
От централата си генералът на Агенция за национална сигурност – Фогхорн Легхорн, стажантът му Пит Пума и шпионинът Костенурката Сесил ръководят операция в планина в централната мексиканска джунгла. Целта на операцията е да се извлече рядко цвете, тъй като агентите смятат, че това е най-мощното оръжие в света. Те обаче са бити от Спийди Гонзалес.
В Ню Йорк, Лола Бъни е уморена да работи за Джовани Джоунс в брояча на парфюми в универсалния магазин „Акме“. Тя случайно уврежда магазина, получава уволнение и се отправя дълго, неудобно да се прибира в таксито на Бъгс Бъни. Пристигайки в апартамента си, тя крещи, когато вижда мишка, въпреки че това е нейният хазяин, Спийди. Той й подарява цветето, без да знае, че е наблюдавано от Агенцията за национална сигурност.
Генерал Легхорн изпраща агент Елмър Фъд да наблюдава цветето, въпреки че Лола го използва, за да създаде парфюма си, който има страничен ефект на невидимост. Тя не забелязва, тъй като случайно напръсква окото си, принуждавайки я да го измие, което я прави видима. Сесил изпраща маниаците си да го вземат, но Лола отстъпва през прозореца и пада до таксито на Бъгс отдолу. По пътя надолу, парфюмът прави стената невидима, излагаща в поредни апартаменти. Генерал Легхорн издава награда от 500,000 долара за Бъгс и Лола, а Йосемити Сам, който се готвеше да ограби банка на Таймс Скуеър (само с воден пистолет с малък обсег), научава за това и ги залавя. Той обаче отказва да ги предаде на Агенцията за национална сигурност или Полицейското управление на Ню Йорк, докато не получи парите, и се стигне до едностранна престрелка. Лола и Бъгс избягат и се плъзгат по канализацията.
Те излизат през шахта пред Порки Пиг, причинявайки задръстването, но Джовани грабва парфюма. Лола тича след него и бива отвлечена от Сесил с микробус. Бъгс скача в таксито на Дафи Дък и ги следва. На тайно място Сесил и неговите измамници разпитват Лола и я оставят да умре, но Бъгс и Дафи успяват да я освободят. Шофирайки по улиците (и тунелите на метрото) в Ню Йорк и минавайки през Сентръл Парк, зайците бързат към международното летище „Джон Ф. Кенеди“. Дафи завижда на патиците в парка и решава да се оттегли.
След като е арестуван, Сам открадва колата на Агенцията за национална сигурност и следва Бъгс и Лола до летището, където забелязва Джовани и всички се качват на самолета, както и Сесил. Бъгс взема парфюма и прави парашут от дрехи в регистрирания багаж на пътниците и след сбиване със Сам за парфюма, той и Лола кацат в Атлантическия океан. Глупавите къртици ги взимат в яхтата си, пробват парфюма и откриват свойството му на невидимост, макар и за ужас на Лола, но Бъгс я убеждава да види нагоре. Впоследствие къртиците дават на Лола грим, докато пее песен.
Те пристигат в Париж, а Бъгс и Лола се пръскат, впоследствие се забавляват с невидимостта си: крадат лимонада, разбиват пирамидата на Лувъра, играейки бейзбол, карат ски в „Зе Алпи“, рисуват картина на парфюма и наблъскват няколко коли в Триумфалната арка. Когато вали, невидимостта изчезва и те се оказват заловени между Елмър Фъд и Сесил в Пон дез Ар, Фъд държи къртиците като заложник. Сесил и неговите маниаци предават и обезоръжават Фъд и служителите на Интерпол, които той е наел с пистолети с топлинни лъчи, а Бъгс се опитва да хвърли бутилката в Сена, за да принуди ченгетата да отстъпят, но Сам я хваща. Всички те се докосват до Сам, но внезапно се телепортират до космическа станция над Марс, където Марвин Марсианеца грабва бутилката, а Сесил разкрива, че работи на Марвин. Маниаците на Сесил разархивират костюмите си, разкривайки, че са незабавни марсианци, което до голяма степен обърква Сесил. Марвин разкрива плана си да направи цялата Земя невидима, тъй като „пречи на [неговия] поглед към Венера“. За целта той извлича частта от невидимостта на отварата от парфюмната част, но завършва с две еднакви бутилки; единият има невидимост, а другият няма.
Бъгс и Лола играят на смени и завършват с двамата, като подават на Марвин карта на Жокера. Те са преследвани до Transporter Depot, но всички се блъскат в една шушулка, претоварвайки системата и карайки всички да сменят глави, тела и други части. Те продължават да играят размяна на части от тялото известно време и дори Screwball Daffy от Duck Amuck се разхожда из сцената и в крайна сметка те се възстановяват. Марвин ги хваща, хваща бутилката, издава и изстрелва Сесил и напръсква Земята с парфюм, без да знае, че Бъгс го е сменил, така че Земята да не стане невидима. За ярост на Марвин, Бъгс превръща групата и себе си в невидими, позволявайки им да избягат от марсианците и те се качват на марсианския личинка. Преди да си тръгнат, Бъгс хвърля на Марвин експлозивния космически модулатор Illudium Q-36, който Марвин първоначално щеше да използва, за да взриви Земята. По ирония на съдбата, вместо това Модулаторът взривява Марс, убивайки незабавните марсианци и оставяйки Марвин да виси на корен, отбелязвайки „Мразя земните жители“. Личинката връща безопасно останалите на Земята, кацайки в Сена. Когато случайно оставят бутилката в космическия кораб, потъвайки с нея, Фъд започва да вярва, че светът не е готов за невидимост и започва едностранно преследване, за да арестува Сесил за съучастието му в плана на Марвин. Лола прощава на Джовани да открадне парфюма и с радост продължава връзката си с Бъгс. Неочаквано Спиди се появява, за да вземе „сутрешния си кроасан“ и за кратко призовава Лола да не плати наем, докато може да посети Париж, преди да замине за Швейцария.
Една година по-късно парфюмният магнат Пепе ле Пю представя най-новия си аромат „Лола“ и обратно в Ню Йорк, Бъгс разкрива, че все още има отвара за невидимост, докато Дафи се оттегля в Сентръл Парк. В сцената преди надписите, по време на пародията на оригинала „Това е всичко, приятели!“ завършва, Порки Пиг казва „Т-т-т-това е всичко, приятели!“ Дафи се разхожда с и саркастично отбелязва „Интересно“, след което Порки ядосано удря Дафи по главата с тиган.

## Озвучаващ състав
- Рейчъл Рамрас – Лола Бъни, кафява зайка, която е в бягство поради случайно създаване на невидимост. Героинята преди това беше озвучена от Кристен Уиг в „Шоуто на Шантавите рисунки“ (The Looney Tunes Show).
- Джеф Бъргман е:
  - Бъгс Бъни, сив заек, таксиметров шофьор, който е в бягство с Лола.
  - Дафи Дък, черен паток, който първоначално служи като таксиметров шофьор, но по-късно се оттегля.
  - Пепе ле Пю, френски скункс, магнат на парфюмите, който купува парфюма на Лола.
  - Фогхорн Легхорн, петелът-генерал на Агенцията за национална сигурност.[3] Бъргман възпроизвежда и четирите си роли от „Шоуто на Шантавите рисунки“ (The Looney Tunes Show).
- Морис Ламарш – Йосемити Сам, престъпник, който е след Бъгс и Лола, но той е само за парите. ЛаМарш повтори ролята си в „Шоуто на Шантавите рисунки“.
- Били Уест – Елмър Фъд, пратеник на генерал Легхорн, който иска да залови Бъгс и Лола. Уест повтори ролята си в „Шоуто на Шантавите рисунки“.
- Деймън Джоунс – Марвин Марсианеца, марсианец, който планира да накара Земята да стане невидима, за да може да погледне към Венера. Джоунс повтори ролята си в „Шоуто на Шантавите рисунки“.
- Джим Раш – Костенурката Сесил, костенурка, който е след Бъгс и Лола и е разкрит като двоен агент, който работи за Марвин. Раш повтори ролята си в „Шоуто на Шантавите рисунки“.
- Майкъл Серато – Джовани Джоунс, бившият шеф на Лола. Серато повтори ролята си в „Шоуто на Шантавите рисунки“.
- Фред Армисен – Спийди Гонзалес, мишка и хазяин на Лола.[3] Армисен повтори ролята си в „Шоуто на Шантавите рисунки“.
- Роб Полсън – Къртикът Мак, къртица, който споделя лодка с Тош. Полсън повтори ролята си в „Шоуто на Шантавите рисунки“.
- Джес Харнел – Къртикът Тош,  къртица, който споделя лодка с Мак. Харнел повтори ролята си в „Шоуто на Шантавите рисунки“.
  - Харнел също озвучава Пийт Пума, пума, който е стажант на генерал Легхорн. Героят беше предишно озвучен от Джон Касир в „Шоуто на Шантавите рисунки“.
- Боб Бъргън – Порки Пиг, прасе, който е закъснял от Бъгс и Лола. Бъргън повтори ролята си в „Шоуто на Шантавите рисунки“.
- Ариан Прайс – Френска жена / Момичето с парфюма

## Пускане
Филмът е пуснат на DVD с бонус анимациите „Добри приятели“ (първият епизод на „Шоуто на Шантавите рисунки“) и 3D анимираните късометражни филми Coyote Falls, Fur of Flying, Rabid Rider, и I Tawt I Taw a Puddy Tat.
По-късно филмът е премиерно излъчен по Cartoon Network на 25 март 2016 г.

## „Шантави рисунки: Бягството на заека“ В България
В България филмът е излъчен по HBO на 11 юни 2016 г. в събота от 19:40 ч. Дублажът е войсоувър на Доли Медия Студио. Екипът се състои от:
| Преводач            | Даниела Славчева                                               |
| Озвучаващи артисти  | Елена Бойчева Живко Джуранов Константин Каракостов Иван Велчев |
| Тонрежисьор         | Петър Пейков                                                   |
| Режисьор на дублажа | Йоанна Микова                                                  |

На 17 април 2020 г. е излъчен по bTV в петък от 05:30 ч. Дублажът е на студио Медиа Линк. Екипът се състои от:
| Озвучаващи артисти  | Цветослава Симеонова Живко Джуранов Петър Върбанов Борис Кашев Радослав Рачев |
| Преводач            | Пламен Узунов                                                                 |
| Тонрежисьор         | Емил Енев                                                                     |
| Режисьор на дублажа | Добрин Добрев                                                                 |